# Rafael Olvera
Rafael Olvera Ledesma (Jalpan de Serra, 24 de octubre de 1823-Querétaro, 15 de septiembre de 1898) fue un militar conservador mexicano.

## Biografía

### Primeros años
Nació en Jalpan de Serra, Sierra Gorda, Querétaro; hijo de D. Antonio Olvera y Da. Francisca Ledesma.
Fue segundo del general Tomás Mejía. En una acción dada en la plaza de Jalpan, Querétaro por el general Joaquín Martínez contra Olvera, muere el coronel y hermano de Rafael, Francisco Olvera Madrigal. No obstante, Rafael Olvera escapó del acto mientras que Martínez no eliminó toda la fuerza militar de los imperialistas, pues aún no caía la Ciudad de México ni el general Olvera en la Sierra Gorda, manteniéndose como el único ya que podía dar dolores de cabeza al gobierno republicano. Sin embargo, Olvera y su gente sabían que su causa estaba perdida y se sometieron junto con sus tropas al gobierno republicano de Benito Juárez, siendo comisionado para resguardar la Sierra Gorda. Años después fue nombrado gobernador de Querétaro durante el Porfiriato.

### Segundo Imperio Mexicano
En 1862 Tomás Mejía y Rafael Olvera se encontraban amagados en la Sierra Gorda, como consecuencia del fin de la Guerra de Reforma, mientras que Benito Juárez promulgaba la ley del 25 de enero que condenaba a muerte a todos aquellos que prestasen servicio a las fuerzas invasoras; en octubre, Mejía tomó las armas en favor del Partido Conservador y el Imperio, al tiempo que Olvera escribía al gobernador de San Luis Potosí, Sóstenes Escandón, para ofrecerle 2000 hombres de caballería e infantería para atraerlo a la causa; Escandón rechazó la oferta.
Durante 1863, ya establecida la Junta Superior de Gobierno que entregaría el gobierno de México a Maximiliano de Habsburgo, Olvera acompañó a Mejía en las tomas o adhesiones de Pachuca, Tulancingo, San Juan Del Río, Querétaro, Guanajuato y San Luis Potosí; en la última de las batallas la división de Mejía derrotó al general Miguel Negrete, razón por la que recomendó a Bazaine a los oficiales general (de facto) Rafael Olvera como jefe de brigada auxiliar, coronel de infantería Antonio Gayón como jefe del estado mayor de la división y al comandante de batallón Valentín Mota como comandante del Segundo Batallón de la Sierra Gorda.
A finales de septiembre de 1864, la división de Tomás Mejía capturó el puerto fronterizo de Matamoros, mientras que el almirante francés Bossé bloqueaba la boca del Río Bravo, perdiendo los republicanos el control de Tamaulipas y de los recursos de Tampico y Matamoros. Mejía se convirtió en comandante militar de los departamentos de Nuevo León, Coahuila y Matamoros, mientras que Olvera recibió de Napoleón III el nombramiento de Oficial de la Legión de Honor.
En marzo de 1865, Olvera escribió a Maximiliano desde Monterrey, solicitando separarse de las armas por cuatro meses para recuperar su salud tras seis años de servicio activo; se le negó la concesión por su importancia para el Imperio. Nuevamente escribió a Maximiliano el 2 de mayo solicitando la licencia, pero el gobierno imperial respondió que en ausencia de la relación de Mejía de los oficiales de su división que debían recibir una posición oficial, no se le reconocería una posición en el ejército hasta que se recibiera dicha relación; no fue entregada. A pesar de lo anterior, en agosto de 1865 recibió el diploma y la cruz de la Orden de Guadalupe.
Hacia principios de 1866, el imperio se tambaleaba y las fuerzas de Mejía requerían recursos para mantener la línea del Río Bravo; la ciudad de Monterrey estaba urgida de recursos y refuerzos, mientras que Matamoros contaba con almacenes repletos. Por lo anterior se tomó la decisión el 8 de junio de enviar 200 carros de mercancía, con un valor de dos millones de pesos sin contar los trenes militares, escoltado por 2500 hombres al mando del general Olvera. El 16 de junio, en el páramo de Santa Gertrudis, a las afueras de Camargo, Olvera se enfrentó a las fuerzas republicanas de los generales Mariano Escobedo y Servando Canales, siendo derrotado Olvera. Como consecuencia de la derrota de Olvera, Tomás Mejía capituló ante el gobernador de Tamaulipas, José María Carvajal, y partió hacia la Ciudad de México, tras desembarcar en Veracruz. Poco después Olvera y Mejía, junto con 800 hombres, partieron hacia San Luis Potosí para retomar la plaza capturada por los republicanos.
En agosto de 1866, Maximiliano nombró a Olvera comandante de la subdivisión militar en el departamento de Querétaro, con cuartel en Jalpan, como atención a sus méritos y servicios; la nueva Comandancia de la Subdivisión Militar del Departamento de Querétaro comprendía los distritos de Jalpan, Tolimán, Tancanhuítz y Río Verde. El departamento de Querétaro continuaría cargo del comandante en turno y se informó de ambas decisiones a Mejía.
Con la partida de las tropas francesas, en diciembre de 1866 Tomás Mejía se convirtió en comandante del Tercer Cuerpo del Ejército Imperial, con jurisdicción en Coahuila, Nuevo León, Tamaulipas, San Luis Potosí, Aguascalientes y Zacatecas; pero acorralado por Escobedo, Mejía abandonó San Luis y se retiró a Querétaro, mientras que Olvera se atrincheraba en la Sierra. Querétaro se convirtió en el último reducto conservador en recibir al Emperador y a sus tropas; Mejía llegó el 25 de enero, Miramón la primera semana de febrero, Maximiliano, Leonardo Márquez, Santiago Vidaurri y el parte del gabinete imperial llegaron el 19 del mismo mes. Solo unos días después se iniciaría el Sitio de Querétaro.

### Últimos años y muerte
En 1897 enfrentó un nuevo proceso; el jefe de la zona militar del Estado de Querétaro inició el proceso contra los oficiales que guarecían la plaza de Jalpan, y acusando a Olvera de mal manejo de fondos, destinados al pago de la fuerza, y de la supresión de otras plazas.  En el otoño de 1898 sus allegados intentaron trasladarlo a la Ciudad de México para tratar los males que padecía. Sin embargo, falleció a su paso por Querétaro a sus setenta y cinco años y sus restos regresaron a Jalpan.